# Larry Smith (Schlagzeuger)

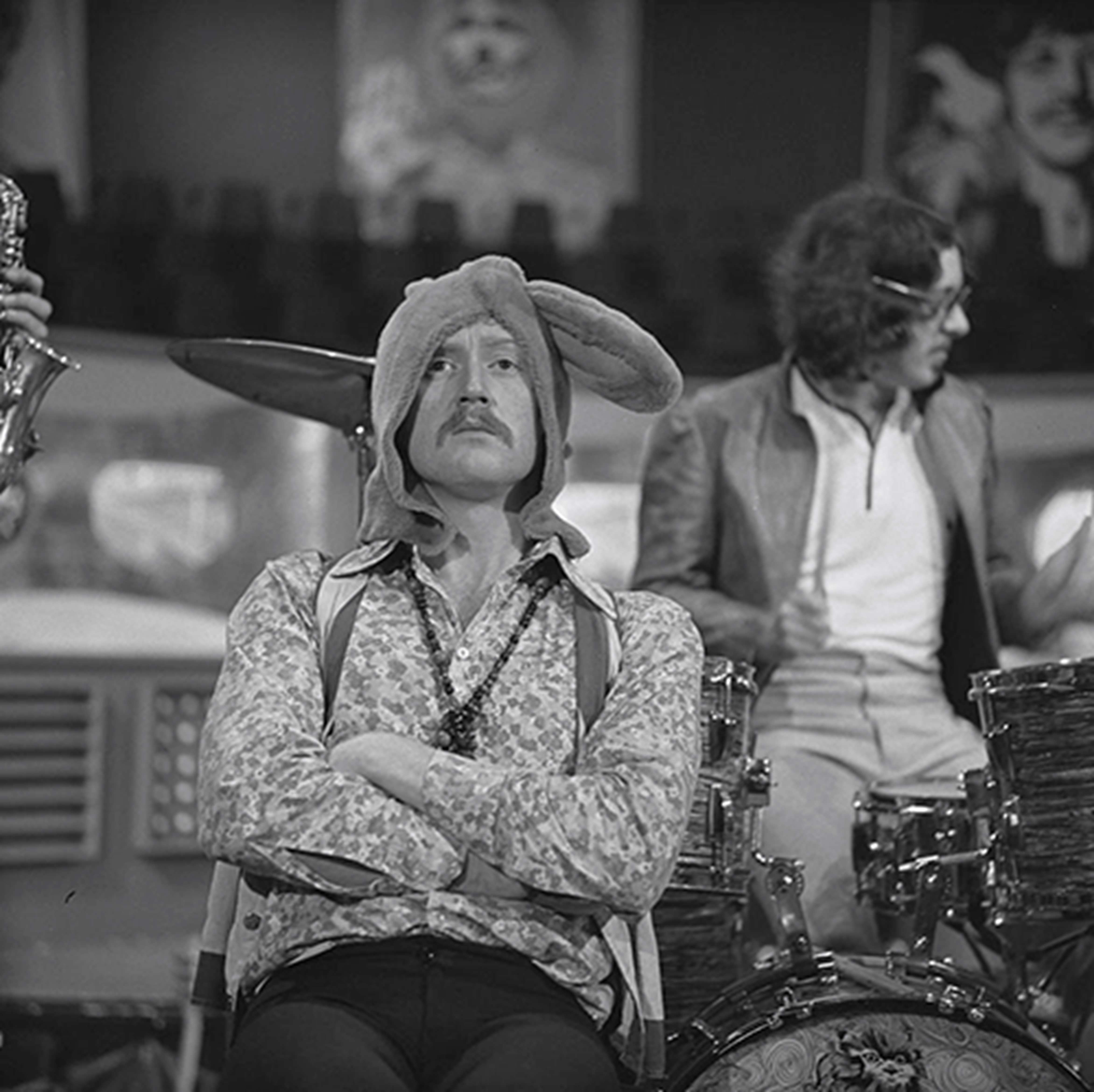
Vivian Stanshall und Larry Smith
(Bonzo Dog Band, 1968)

Larry „Legs“ Smith (* 18. Januar 1944 in Oxford) ist ein britischer Schlagzeuger.

## Leben
Smith wurde Ende 1965 von Gründungsmitglied Vivian Stanshall zur Bonzo Dog Doo-Dah Band geholt. Ursprünglich Tuba-Spieler, wurde er dauerhaftes Mitglied als Schlagzeuger. Mit der Band trat er 1967 im Beatles-Fernsehfilm Magical Mystery Tour auf sowie zwischen 1967 und 1969 in der Comedyserie Do Not Adjust Your Set. Nach der Auflösung der Band 1972 arbeitete Smith im Studio mit Elton John und John Cale.
Smith war ein enger Freund von George Harrison. Er steuerte Gesang für dessen Album Extra Texture bei und gestaltete das Cover für Gone Troppo. Auf Extra Texture widmete Harrison ihm den Titel His Name Is Legs (Ladies and Gentlemen). Smith trat 1983 im von Harrison produzierten Spielfilm Ein tollkühner Himmelhund als Schauspieler in einer Nebenrolle auf.
2001 veröffentlichte Smith die EP Springtime for Hitler, mit Titeln aus dem Mel-Brooks-Film Frühling für Hitler. 2006 trat er mit den ehemaligen Bonzos Neil Innes, Roger Ruskin Spear, Rodney Slater, Sam Spoons, Vernon Dudley Bowhay-Nowell und Bob Kerr im Londoner Astoria auf, weitere Tourneen in verschiedenen Formationen sowie ein neues Studio-Album folgten. Zudem trat er gelegentlich mit der Band Three Bonzos and a Piano (mit Roger Spear und Rodney Slater) auf.

## Filmografie (Auswahl)
- 1967: Magical Mystery Tour
- 1967: Beat-Club
- 1967–1969: Do Not Adjust Your Set
- 1983: Ein tollkühner Himmelhund (Bullshot)

## Diskografie
- Bonzo Dog (Doo-Dah) Band: alle Veröffentlichungen der Band (siehe dort)
- Topo D. Bil 1970 Single: (Witchi Tai To/Jam) – Charisma CB 116
- Legs Larry Smith 1978 Single: (Springtime For Hitler/I’ve Got A Braun New Girl) – Arista ARIST 194
- Legs Larry Smith 2001 CD EP: (Springtime For Hitler) – Castle Music CMZX 236
- Legs Larry Smith 2009 CD Single: (Call Me Adolf) – Smug Music (die vorgenannte Single mit einem neuen Stück)
- Legs Larry Smith 2006 CD: (Bats In The Attic)(unveröffentlicht)
- Various Artists 1983 Bullshot (soundtrack) – Handmade Films
- Legs Larry Smith 2023 CD: (Mr Wonderful)

Kollaborationen und Mitwirkung:
- Elton John 1972 LP: (Honky Château) – DJM Records DJLPH 423(auf dem Stück I Think I’m Going To Kill Myself)
- John Cale 1972 LP: (Academy In Peril) – Reprise REP 44212 (auf dem Stück Legs Larry At Television Centre)
- Todd Rundgren 1974 LP: (Todd) (auf dem Stück Useless Begging)
- George Harrison 1975 LP: (Extra Texture) – Apple Records PAS 10009 (auf dem Stück His Name Is Legs (Ladies And Gentlemen))